# 王延稟
王延稟（9世纪—931年），原名周彥琛，五代十國時期閩太祖王審知的養子。王审知墓志铭称其为次子。

## 討伐王延翰
王延稟瞎了一只眼，人称独眼龙。
閩嗣王王延翰（王審知長子）在位時，王延稟出任建州刺史。王延翰大量搜括民女以充後庭，王延翰的親弟王延鈞上書反對；延稟對王延翰的搜括民女命令也不滿，回覆王延翰的書信中語氣不恭，導致雙方關係緊張。
後唐明宗天成元年十二月（927年1月），王延稟、王延鈞聯合出兵福州，王延稟順著閩江先抵福州，打敗福州指揮使陳陶，陳陶自殺。王延稟活捉王延翰，歷數其罪，並指他謀害先主（王審知），將他斬於紫宸門外。王延鈞後至，王延稟推延鈞為威武留後。
之後王延稟返回建州，和王延鈞送別時，對延鈞說：「善守先人基業，勿煩老兄再下！」延鈞雖然道謝，但面色大變，對王延稟加以防範。

## 叛變被殺
後唐明宗長興二年（931年）四月，王延稟任奉國節度使兼中書令，聽聞閩王王延鈞有病，認為有機可乘，於是任命次子王繼升為建州留後，和另一位兒子王繼雄一同領水軍進攻福州。王延稟攻西門，王繼雄攻東門，王延鈞派樓船指揮使王仁達對抗，仁達將士兵埋伏在舟中，掛起白幟向王繼雄請降。繼雄大喜，摒退左右登上仁達的戰船納降，反被仁達殺死。王仁達將繼雄的人頭掛於西門。延稟剛剛縱火攻城，見到兒子的人頭，不禁大哭，軍心動搖，仁達趁機擊之，王延稟大敗，後被生擒。
王延鈞笑著對延稟說：「果煩老兄再下！」王延稟无言以对。王延鈞將延稟囚於別室，派弟弟都敎练使王延政和使者到建州招安延稟的黨羽。黨羽殺死使者，和延稟的兩個兒子繼升和繼倫逃到吳越。
五月閩王延鈞斬王延稟於市，並恢復其原名周彥琛。
两年后，王延钧又重新将周彦琛的名字追改回王延禀，恢复宗室身份，并在建州立庙，追封灵昭王，原因未详。943年，时任建州刺史、富沙王王延政自立为殷国皇帝反抗闽帝王延羲时，又追封王延稟为武平威肅王。

## 家庭

### 妻妾
- 妻清河县君张氏

### 子女
- 王繼雄
- 王繼昇
- 王繼倫，王延稟被擒后，与兄长王繼昇投奔吴越国